# Canal Judicial
Canal Judicial é um canal de televisão produzido pelo Suprema Corte de Justiça da Nação. Seu principal objectivo é a difusão da actividade do Poder Judicial da Federação. Actualmente só está disponível na TV por assinatura e faz parte da Rede de Radiodifusoras e Televisoras Educativas e Culturais de México.

## História
O 16 de junho de 2005, transmitiu-se pela primeira vez a sessão ao vivo do Suprema Corte de Justiça da Nação através do canal de TV restringida Aprende Tv, com o que começou um espaço em dito canal onde se emitiram diariamente as sessões do Suprema Corte. A raiz destas emissões, entendeu-se a necessidade de ter um canal próprio do Poder Judicial para difundir suas actividades.
Em dezembro de 2005, o Poder Judicial obteve o acesso à "Reserva do Estado" em telecomunicações para utilizar espaços de satélite para produzir um canal de televisão restringido. Em 29 de maio de 2006, início suas transmissões através a mais de 100 sistemas de televisão por cabo na República Mexicana filiados a Canitec.
Por decreto da SCT, desde 2010, todos os sistemas de TV de paga na República Mexicana transmitem este canal.
Actualmente, além de continuar com a difusões das sessões do pleno, também se produzem programas educativos referentes à impartição de justiça e também se emitem programas culturais e filmes. Ao fazer parte da Rede de Radiodifusoras e Televisoras Educativas e Culturais de México, os programas do Canal Judicial também têm sido transmitidos em canais públicos como Una Voz Con Todos do SPR.